# 莱茵河畔埃默里希
莱茵河畔埃默里希（德語：Emmerich am Rhein，發音：[ˈɛmərɪç ʔam ˈʁaɪn]）是德国北莱茵-威斯特法伦州杜塞尔多夫行政区克莱沃县的城市，面积80.4平方千米，2023年12月31日人口为32,157人。